# Колам
Колам је град у Индији у држави Керала. Према незваничним резултатима пописа 2011. у граду је живело 349.033 становника.

## Становништво
Према незваничним резултатима пописа, у граду је 2011. живело 349.033 становника.
| 1991.   | 2001.   | 2011.   |
| ------- | ------- | ------- |
| 281.417 | 361.560 | 349.033 |